# Nostima approximata
Nostima approximata är en tvåvingeart som beskrevs av Sturtevant och Wheeler 1954. Nostima approximata ingår i släktet Nostima och familjen vattenflugor.
Artens utbredningsområde är Oklahoma. Inga underarter finns listade i Catalogue of Life.